# Ябукі

37°12′4″ пн. ш. 140°20′19″ сх. д. / 37.20111° пн. ш. 140.33861° сх. д.
Ябу́кі (яп. 矢吹町, やぶきまち, МФА: [jabukʲi mat͡ɕi̥]) — містечко в Японії, в повіті Нісі-Сіракава префектури Фукусіма. Станом на 1 жовтня 2008 площа містечка становила 60,37 км². Станом на 1 січня 2009 населення містечка становило 18 671 осіб.